# La Reine Christine
Pour plus de détails, voir Fiche technique et Distribution.
La Reine Christine (Queen Christina) est un film américain réalisé par Rouben Mamoulian, sorti en 1933.

## Synopsis
La jeune reine Christine de Suède est promise en mariage à son cousin mais celle-ci est amoureuse d'un émissaire espagnol. Dernière de sa lignée, elle décide pourtant d'abdiquer pour pouvoir épouser celui qu'elle aime.

## Fiche technique
- Titre : La Reine Christine
- Titre original : Queen Christina
- Réalisation : Rouben Mamoulian
- Scénario : Sam Behrman, Salka Viertel et Ben Hecht (non crédité) d"après une histoire de Salka Viertel et Margaret P. Levino
- Dialogues : H.M. Harwood
- Musique : Herbert Stothart
- Photographie : William H. Daniels
- Montage : Blanche Sewell
- Direction artistique : Edwin B. Willis, Alexander Toluboff (en)
- Création des décors : Edgar G. Ulmer (non crédité)
- Costumes : Adrian
- Production : Walter Wanger
- Société de production : Metro-Goldwyn-Mayer
- Pays de production :  États-Unis
- Langue : anglais
- Genre : Biographie, historique, romance
- Format : Noir et blanc - Son : Mono (Western Electric Sound System)
- Durée : 99 minutes
- Dates de sortie :
  - États-Unis : 26 décembre 1933 (première à New York), 9 février 1934 (sortie nationale)
  - Royaume-Uni : 16 février 1934
  - France : 13 avril 1934

## Distribution
- Greta Garbo (VF : Claude Marcy) : la reine Christine
- John Gilbert (VF :Jean Gournac) : Antonio
- Ian Keith : Magnus
- Lewis Stone : Oxenstierna
- C. Aubrey Smith : Aage
- Reginald Owen : Charles
- Georges Renavent : l'ambassadeur de France
- David Torrence : l'archevêque
- Gustav von Seyffertitz : le général
- Elizabeth Young : la comtesse Ebba Sparre

Acteurs non crédités :
- Carrie Daumery : une dame de la cour
- Edward Norris : le comte Jacob

## Production

### Genèse

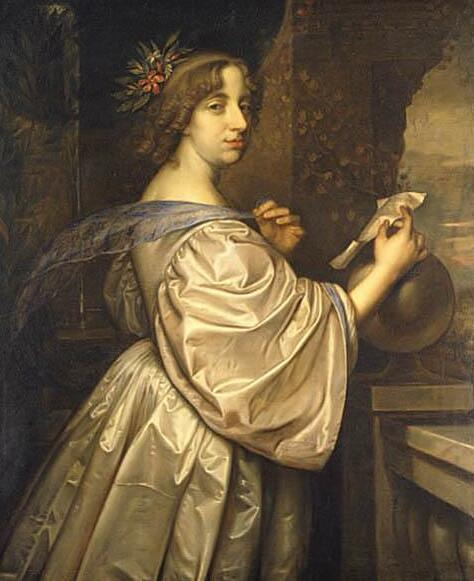
Portrait de le reine Christine de Suède, par David Beck, vers 1650

L'idée d'un film évoquant la reine Christine de Suède naît pendant le tournage d'Anna Christie en 1929, lorsque Greta Garbo et son amie Salka Viertel parlent de cette reine suédoise du XVIIe siècle atypique.
Pourtant, une lettre de l'écrivain suédoise Inga Gaate à Mauritz Stiller, en date du 17 février 1927, évoque déjà l'« idée d'un film sur Christine », avec la suggestion de Pola Negri ou de Greta Garbo dans le rôle titre. Mais le réalisateur suédois, en froid avec le cinéma Hollywoodien, allait bientôt quitter les États-Unis, et rien ne dit qu'il ait abordé le sujet avec Garbo.
Il faut attendre 1931 et une interview donnée par la comédienne Marie Dressler pour que l'évocation publique d'un tel projet soit abordée au détour d'une question, la comédienne, au générique d'Anna Christie avec Garbo, se remémore une discussion avec l'actrice à ce sujet au cours du tournage, à la fin de l'année 1929.
La poétesse Mercedes de Acosta prétend également avoir parlé avec l'actrice de la reine Christine de Suède comme pouvant être un rôle pour elle, et même d'avoir écrit un synopsis, « mais, comme souvent à Hollywood, on m'a volé l'idée ».
En tout cas, lors de son départ pour l'Europe en juillet 1932, Garbo vient de signer un nouveau contrat avec son studio, pour deux films, dont un qui évoque la vie de Christine de Suède. Le nom du projet et le titre provisoire donné au film au cours du tournage est Christina.

### Scénario
C'est donc Salka Viertel qui commença à travailler sur la vie de la reine de Suède, en allemand, sa langue maternelle, la traduction anglaise étant confiée à Margaret P. Levino, toutes deux créditées au générique comme auteurs de l'histoire et cosénaristes, avec H. M. Harwood. Salka Viertel raconte ainsi le déroulement d'une réunion de travail décisive avec Irving Thalberg : « D'une façon abrupte, il me demanda si j'avais vu le film allemand Jeunes filles en uniforme, [lequel] traitait d'une relation saphique. Thalberg demanda : "Est-ce que l'affection de Christine pour sa dame d'honneur n'indique pas quelque chose de ce genre ? " Il voulait que je "garde cela en tête" : si c'était "traité avec délicatesse", cela nous fournirait des scènes intéressantes. Agréablement surprise par sa largeur d'esprit, je commençais à l'aimer beaucoup ».
Après le commencement du tournage le 7 août 1933, S. N. Behrman est prêté à la MGM par la Fox, au motif de compléter le dialogue additionnel. D'après ses dires, la continuité du script fut complètement réécrite, en "gardant une journée d'avance sur le tournage".
Patrick Brion, dans la monographie qu'il consacre à Garbo en 1985, ajoute comme scénaristes non crédités : Ernest Vajda, Claudine West, Bess Meredyth et Harvey Gates.

### Mise en scène
C'est via un câble envoyé à Garbo en pleine mer (L'actrice rentre incognito aux États-Unis sur un paquebot, l'Annie Johnson, qui doit la déposer à San Diego, après avoir franchi le canal de Panama), le 29 mars 1933, que Louis B. Mayer demande à l'actrice son choix entre Robert Z. Leonard, qui l'a déjà dirigée dans  Courtisane en 1931 et Edmund Goulding, qui a travaillé avec Garbo sur son premier Anna Karénine et dans Grand Hôtel, la timidité maladive de l'actrice poussant généralement Mayer à employer des personnes déjà connues de sa vedette. La préférence de Garbo va pour Goulding, lorsque le producteur lui fait savoir qu'il essaie d'emprunter Ernst Lubitsch à la Paramount. Aux dires de Patrick Brion, Clarence Brown, Jack Conway, Sam Wood et même Josef von Sternberg furent envisagés, avant qu'Irving Thalberg n'arrête finalement son choix sur Rouben Mamoulian, qui venait de tourner Le Cantique des cantiques avec Marlène Dietrich, prétendue rivale de Garbo à la Paramount, le 17 mai 1933. De son côté, Mamoulian révèle lors d'une interview à Kevin Brownlow en 1970 avoir exigé de L. B. Mayer que le producteur du film soit Walter Wanger, car il savait que ce dernier lui laisserait une liberté totale, notamment au moment du montage du long métrage.

## Critiques et commentaires

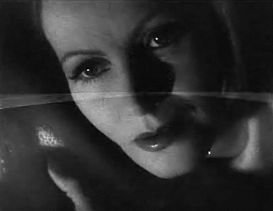
Greta Garbo

- Ce film est l'antithèse de la conception historique de Sternberg dans L'Impératrice Rouge. Autant ce dernier crée par une surcharge décorative un espace imaginaire, autant Mamoulian essaie de crédibiliser sa reconstitution. Les deux films échappent à leur façon au standard hollywoodien. Le décor du film de Mamoulian est imposant, mais presque vidé par une mise en scène aiguë qui en souligne la géométrie froide. La lumière très tranchée donne un modelé très dur aux visages, accentuant le côté « janséniste » du film. Celui de Garbo, si charnel dans ses premiers films, devient un masque androgyne, beau et terrible, dont l'ambiguïté est exploitée dans la scène où, déguisée en jeune homme, elle séduit John Gilbert. Même quand il découvre son identité, le trouble de leur relation persiste comme un parfum[7].

## Un rôle qui fait écho à la vie de Greta Garbo
- Greta Garbo s'est très tôt montrée intéressée par la vie de la reine Christine, suédoise comme elle, et d'une liberté de mœurs exceptionnelle. Elle en parle à son amie Salka Viertel, qui écrit pour elle le scénario d'Anna Christie, dès 1930.
- L'aspect androgyne du personnage est en phase avec celui de l'actrice.
- À la fin du film, Christine abdique et renonce au trône de Suède, tout comme Garbo, après 1941, renoncera au cinéma.
- « Toute ma vie, j'ai été un symbole. J'en ai assez d'être un symbole. Je veux devenir un être humain. » Phrase de Garbo dans la reine Christine. Le parallèle avec la vie de l'actrice est saisissant.

## Chanson de variété
Dans sa chanson Madame Garbo (1967) Mouloudji évoque ce film et la personne de Greta Garbo, dont il dit être tombé amoureux à sept ans et demi en regardant La Reine Christine dans un petit cinéma du quartier Ménilmontant à Paris.
Dans sa chanson La Mélancolie, Léo Ferré évoque Greta Garbo et le film La Reine Christine comme un élément de sa mélancolie.